# Teissierella massiliensis
Teissierella massiliensis är en kräftdjursart som beskrevs av Philippe Bodin 1968. Teissierella massiliensis ingår i släktet Teissierella och familjen Diosaccidae. Inga underarter finns listade i Catalogue of Life.